# Turnbull Peak
Der Turnbull Peak ist ein 1600 m hoher Berg im ostantarktischen Viktorialand. In der Gruppe der Apocalypse Peaks ragt er am Kopfende des Hernandez Valley auf.
Das New Zealand Geographic Board benannte ihn 2005 nach dem neuseeländischen Geologen Ian Turnbull, der in fünf antarktischen Sommerkampagnen zwischen 1988 und 1998 an der Erstellung geologischer Karten der Asgard Range, des Victoria Valley, der Saint Johns Range, des Mackay-Gletschers und des Wilson-Piedmont-Gletschers beteiligt war.